# Problema de Kepler

Dos cossos amb massa similar orbiten al voltant d'un baricentre comú (creu vermella) amb òrbites el·líptiques.

En mecànica clàssica, el problema de Kepler és un cas especial del problema de dos cossos, en el qual els dos cossos interactuen mitjançant una força central que varia en força com el quadrat invers de la distància entre ells. La força pot ser atractiva o repulsiva. El problema és trobar la posició o velocitat dels dos cossos al llarg del temps donades les seves masses, posicions i velocitats. Utilitzant la mecànica clàssica, la solució es pot expressar com una òrbita de Kepler utilitzant sis elements orbitals.
El problema de Kepler rep el nom de Johannes Kepler, que va proposar les lleis de Kepler del moviment planetari (que formen part de la mecànica clàssica i van resoldre el problema de les òrbites dels planetes) i va investigar els tipus de forces que donarien com a resultat que les òrbites obeeixin aquestes lleis (anomenades problema invers de Kepler ).
Per a una discussió del problema de Kepler específic de les òrbites radials, vegeu Trajectòria radial. La relativitat general proporciona solucions més precises al problema dels dos cossos, especialment en camps gravitatoris forts.

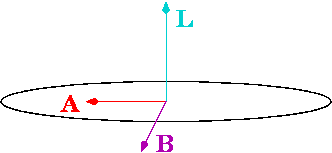
Trivector Kepler Figura que mostra la disposició mútuament perpendicular del vector de moment angular L, el vector A de Laplace-Runge-Lenz i el vector de Hamilton, el binormal B en relació amb una òrbita el·líptica del problema de Kepler. Fet per mi el 28 de novembre de 2006 amb Xfig i publicat sota la GFDL.

## Aplicacions
La llei del quadrat invers darrere del problema de Kepler és la llei de força central més important. :92El problema de Kepler és important en la mecànica celeste, ja que la gravetat newtoniana obeeix una llei del quadrat invers. Alguns exemples inclouen un satèl·lit que es mou al voltant d'un planeta, un planeta al voltant del seu sol o dues estrelles binàries l'una sobre l'altra. El problema de Kepler també és important en el moviment de dues partícules carregades, ja que la llei electroestàtica de Coulomb també obeeix una llei del quadrat invers.
El problema de Kepler i el problema de l'oscil·lador harmònic simple són els dos problemes més fonamentals de la mecànica clàssica. Són els dos únics problemes que tenen òrbites tancades per a cada conjunt possible de condicions inicials, és a dir, tornar al seu punt de partida amb la mateixa velocitat (teorema de Bertrand). :92
El problema de Kepler també conserva el vector Laplace–Runge–Lenz, que des de llavors s'ha generalitzat per incloure altres interaccions. La solució del problema de Kepler va permetre als científics demostrar que el moviment planetari es podia explicar completament per la mecànica clàssica i la llei de la gravetat de Newton; l'explicació científica del moviment planetari va tenir un paper important en l'inici de la Il·lustració.

## Història
El problema de Kepler comença amb els resultats empírics de Johannes Kepler derivats àrduament de l'anàlisi de les observacions astronòmiques de Tycho Brache. Després d'uns 70 intents de fer coincidir les dades amb òrbites circulars, Kepler va trobar la idea de l'òrbita el·líptica. Finalment va resumir els seus resultats en forma de tres lleis del moviment planetari.
El que ara s'anomena problema de Kepler va ser discutit per primera vegada per Isaac Newton com una part important dels seus Principia. El seu "Teorema I" comença amb els dos primers dels seus tres axiomes o lleis del moviment i dóna lloc a la segona llei del moviment planetari de Kepler. A continuació, Newton demostra el seu "Teorema II" que mostra que si resulta la segona llei de Kepler, aleshores la força implicada ha d'estar al llarg de la línia entre els dos cossos. En altres paraules, Newton demostra el que avui es podria anomenar el "problema de Kepler invers": les característiques de l'òrbita requereixen que la força depengui del quadrat invers de la distància. :107

## Definició matemàtica
La força central F entre dos objectes varia en força com el quadrat invers de la distància r entre ells:
{\displaystyle \mathbf {F} ={\frac {k}{r^{2}}}\mathbf {\hat {r}} }
on k és una constant i {\displaystyle \mathbf {\hat {r}} } representa el vector unitari al llarg de la línia entre ells. La força pot ser atractiva ( k < 0) o repulsiva ( k > 0). El potencial escalar corresponent és:{\displaystyle V(r)={\frac {k}{r}}}

## Solució del problema de Kepler
L'equació del moviment del radi {\displaystyle r} d'una partícula de massa {\displaystyle m} movent-se en un potencial central {\displaystyle V(r)} ve donada per les equacions de Lagrange
{\displaystyle m{\frac {d^{2}r}{dt^{2}}}-mr\omega ^{2}=m{\frac {d^{2}r}{dt^{2}}}-{\frac {L^{2}}{mr^{3}}}=-{\frac {dV}{dr}}}{\displaystyle \omega \equiv {\frac {d\theta }{dt}}} i el moment angular {\displaystyle L=mr^{2}\omega } es conserva. Per il·lustració, el primer terme del costat esquerre és zero per a òrbites circulars i la força aplicada cap a dins {\displaystyle {\frac {dV}{dr}}} és igual al requisit de força centrípeta {\displaystyle mr\omega ^{2}}, com era d'esperar.
Si L no és zero, la definició de moment angular permet un canvi de variable independent de {\displaystyle t} a {\displaystyle \theta }{\displaystyle {\frac {d}{dt}}={\frac {L}{mr^{2}}}{\frac {d}{d\theta }}}donant la nova equació del moviment que és independent del temps{\displaystyle {\frac {L}{r^{2}}}{\frac {d}{d\theta }}\left({\frac {L}{mr^{2}}}{\frac {dr}{d\theta }}\right)-{\frac {L^{2}}{mr^{3}}}=-{\frac {dV}{dr}}}L'ampliació del primer terme és{\displaystyle {\frac {L}{r^{2}}}{\frac {d}{d\theta }}\left({\frac {L}{mr^{2}}}{\frac {dr}{d\theta }}\right)=-{\frac {2L^{2}}{mr^{5}}}\left({\frac {dr}{d\theta }}\right)^{2}+{\frac {L^{2}}{mr^{4}}}{\frac {d^{2}r}{d\theta ^{2}}}}Aquesta equació esdevé quasilineal en fer el canvi de variables {\displaystyle u\equiv {\frac {1}{r}}} i multiplicant ambdós costats per {\displaystyle {\frac {mr^{2}}{L^{2}}}}{\displaystyle {\frac {du}{d\theta }}={\frac {-1}{r^{2}}}{\frac {dr}{d\theta }}}{\displaystyle {\frac {d^{2}u}{d\theta ^{2}}}={\frac {2}{r^{3}}}\left({\frac {dr}{d\theta }}\right)^{2}-{\frac {1}{r^{2}}}{\frac {d^{2}r}{d\theta ^{2}}}}
Després de la substitució i reordenació:
{\displaystyle {\frac {d^{2}u}{d\theta ^{2}}}+u=-{\frac {m}{L^{2}}}{\frac {d}{du}}V\left({\frac {1}{u}}\right)}
Per a una llei de força del quadrat invers com el potencial gravitatori o electroestàtic, el potencial escalar es pot escriure{\displaystyle V(\mathbf {r} )={\frac {k}{r}}=ku}L'òrbita {\displaystyle u(\theta )} es pot derivar de l'equació general
{\displaystyle {\frac {d^{2}u}{d\theta ^{2}}}+u=-{\frac {m}{L^{2}}}{\frac {d}{du}}V\left({\frac {1}{u}}\right)=-{\frac {km}{L^{2}}}}
la solució del qual és la constant {\displaystyle -{\frac {km}{L^{2}}}} més un simple sinusoide
{\displaystyle u\equiv {\frac {1}{r}}=-{\frac {km}{L^{2}}}\left[1+e\cos(\theta -\theta _{0})\right]}
on {\displaystyle e} (l' excentricitat ) i {\displaystyle \theta _{0}} (el desplaçament de fase ) són constants d'integració.
Aquesta és la fórmula general per a una secció cònica que té un focus a l'origen; {\displaystyle e=0} correspon a un cercle, {\displaystyle e<1} correspon a una el·lipse, {\displaystyle e=1} correspon a una paràbola, i {\displaystyle e>1} correspon a una hipèrbola. L'excentricitat {\displaystyle e} està relacionat amb l'energia total {\displaystyle E} (vegeu el vector de Laplace–Runge–Lenz)
{\displaystyle e={\sqrt {1+{\frac {2EL^{2}}{k^{2}m}}}}}
La comparació d'aquestes fórmules ho demostra {\displaystyle E<0} correspon a una el·lipse (totes les solucions que són òrbites tancades són el·lipses), {\displaystyle E=0} correspon a una paràbola, i {\displaystyle E>0} correspon a una hipèrbola. En particular, {\displaystyle E=-{\frac {k^{2}m}{2L^{2}}}} per a òrbites perfectament circulars (la força central és exactament igual al requisit de força centrípeta, que determina la velocitat angular necessària per a un radi circular donat).
Per a una força repulsiva ( k > 0) només e > 1 s'aplica.